# Bulbophyllum stenobulbon
Bulbophyllum stenobulbon es una especie de orquídea epifita originaria del Sudeste de Asia.   

## Descripción
Es una  orquídea de tamaño pequeño, de crecimiento cálido con hábitos epífitas   y ocasionalmente litofita   con pseudobulbo distanciados 2,5 a 4 cm  entre cada uno, cilíndricos a ovoide-globosos, obtusos que llevan una sola flor, apical elíptica, estrechamente oblonga, con muescas y subsésil. Florece en  una inflorescencia basal, delgada, de 2,5 cm de largo   con 3 brácteas, imbricadas, lanceoladas, envolturas básales y tiene una lanceolada bráctea floral aguda, membranosa que llevan de 1 a 8 flores mantenidas por debajo de la hoja.

## Distribución y hábitat
Se encuentra en Assam,  India, Guangdong, Guizhou y Yunnan de China, Hong Kong, Tailandia, Myanmar, Laos y Vietnam en las elevaciones alrededor de 500 a 800 metros como epipita o creciente litofita en los acantilados verticales de musgo en los bosques o expuestos al sol. 

## Cultivo
Esta orquídea necesita un medio abierto, riegos diarios regulares, alta humedad y sombra moderada.

## Taxonomía
Bulbophyllum stenobulbon fue descrita por E.C.Parish & Rchb.f.   y publicado en Transactions of the Linnean Society of London 30: 153. 1874.
Etimología
Bulbophyllum: nombre genérico que se refiere a la forma de las hojas que es bulbosa.
stenobulbon: epíteto latino que significa "bulbos estrechos".
Sinonimia
- Bulbophyllum clarkeanum King & Pantl.
- Bulbophyllum youngsayeanum S.Y.Hu & Barretto
- Phyllorchis stenobulbon (E.C. Parish & Rchb. f.) Kuntze
- Phyllorkis stenobulbon (E.C.Parish & Rchb.f.) Kuntze[4][5]